# 罗伯特·克鲁克香克
罗伯特·克鲁克香克（英語：Robert Cruickshank，1963年2月19日—），英国男子帆船运动员。他曾代表英国参加1992年夏季奥林匹克运动会帆船比赛，联同劳里·史密斯和奥西·斯图尔特获得一枚铜牌。